# Whitney Toyloy
Whitney Toyloy (Canton Vaud, 21 luglio 1990) è una modella svizzera, eletta Miss Svizzera 2008 in rappresentanza del Canton Vaud.
In seguito Whitney Toyloy ha gareggiato come rappresentante ufficiale della Svizzera a Miss Universo 2009, che si è svolto alle Bahamas il 23 agosto 2009. La modella svizzera è riuscita a classificarsi nelle prime 10 finaliste del concorso (Top 10).